# Liocarpilodes integerrimus
Liocarpilodes integerrimus är en kräftdjursart som först beskrevs av James Dwight Dana 1852.  Liocarpilodes integerrimus ingår i släktet Liocarpilodes och familjen Xanthidae. Inga underarter finns listade i Catalogue of Life.